# Slutspelet i Uefa Europa League 2020/2021
Slutspelet i Uefa Europa League 2020/2021 inleddes den 18 februari med sextondelsfinalerna och avslutades den 26 maj 2021 med en final på Stadion Miejski i Gdańsk, Polen. Totalt 32 lag deltog i slutspelet.

## Sextondelsfinaler

### Sammanfattning
| Sextondelsfinaler – 32 deltagande klubblag | Sextondelsfinaler – 32 deltagande klubblag | Sextondelsfinaler – 32 deltagande klubblag | Sextondelsfinaler – 32 deltagande klubblag | Sextondelsfinaler – 32 deltagande klubblag |
| ------------------------------------------ | ------------------------------------------ | ------------------------------------------ | ------------------------------------------ | ------------------------------------------ |
| Lag 1                                      | Totalt                                     | Lag 2                                      | Möte 1                                     | Möte 2                                     |
| Wolfsberger                                | 1–8                                        | Tottenham Hotspur                          | 1–4                                        | 0–4                                        |
| Dynamo Kiev                                | 2–1                                        | Club Brugge                                | 1–1                                        | 1–0                                        |
| Real Sociedad                              | 0–4                                        | Manchester United                          | 0–4                                        | 0–0                                        |
| Benfica                                    | 3–4                                        | Arsenal                                    | 1–1                                        | 2–3                                        |
| Röda stjärnan                              | 00003–3 (BM)                               | AC Milan                                   | 2–2                                        | 1–1                                        |
| Royal Antwerp                              | 5–9                                        | Rangers                                    | 3–4                                        | 2–5                                        |
| Slavia Prag                                | 2–0                                        | Leicester City                             | 0–0                                        | 2–0                                        |
| Red Bull Salzburg                          | 1–4                                        | Villarreal                                 | 0–2                                        | 1–2                                        |
| Braga                                      | 1–5                                        | Roma                                       | 0–2                                        | 1–3                                        |
| Krasnodar                                  | 2–4                                        | Dinamo Zagreb                              | 2–3                                        | 0–1                                        |
| Young Boys                                 | 6–3                                        | Bayer Leverkusen                           | 4–3                                        | 2–0                                        |
| Molde FK                                   | 5–3                                        | 1899 Hoffenheim                            | 3–3                                        | 2–0                                        |
| Granada                                    | 3–2                                        | Napoli                                     | 2–0                                        | 1–2                                        |
| Maccabi Tel Aviv                           | 0–3                                        | Sjachtar Donetsk                           | 0–2                                        | 0–1                                        |
| Lille                                      | 2–4                                        | Ajax                                       | 1–2                                        | 1–2                                        |
| Olympiakos                                 | 5–4                                        | PSV                                        | 4–2                                        | 1–2                                        |

### Matcher
|       | 18 februari 2021 | Wolfsberger AC            | 1 – 4           | Tottenham Hotspur                                                     | Puskás Aréna                                                |                                                             |
| 18:55 | 18:55            | Michael Liendl 55′ (str.) | (0 – 3) Rapport | 13′ Son Heung-min 28′ Gareth Bale 34′ Lucas Moura 88′ Carlos Vinícius | Budapest (Ungern) Publik: 0 Domare: Ali Palabıyık (Turkiet) | Budapest (Ungern) Publik: 0 Domare: Ali Palabıyık (Turkiet) |
| 18:55 | 18:55            |                           |                 |                                                                       | Budapest (Ungern) Publik: 0 Domare: Ali Palabıyık (Turkiet) | Budapest (Ungern) Publik: 0 Domare: Ali Palabıyık (Turkiet) |
| 18:55 | 18:55            |                           |                 |                                                                       | Budapest (Ungern) Publik: 0 Domare: Ali Palabıyık (Turkiet) | Budapest (Ungern) Publik: 0 Domare: Ali Palabıyık (Turkiet) |

|       | 24 februari 2021 | Tottenham Hotspur                                      | 4 – 0           | Wolfsberger AC | Tottenham Hotspur Stadium                      |                                                |
| 18:00 | 18:00            | Dele Alli 11′ Carlos Vinícius 50′, 83′ Gareth Bale 73′ | (1 – 0) Rapport |                | London Publik: 0 Domare: Matej Jug (Slovenien) | London Publik: 0 Domare: Matej Jug (Slovenien) |
| 18:00 | 18:00            |                                                        |                 |                | London Publik: 0 Domare: Matej Jug (Slovenien) | London Publik: 0 Domare: Matej Jug (Slovenien) |
| 18:00 | 18:00            |                                                        |                 |                | London Publik: 0 Domare: Matej Jug (Slovenien) | London Publik: 0 Domare: Matej Jug (Slovenien) |

Tottenham Hotspur avancerade till åttondelsfinal med det ackumulerade slutresultatet 8–1.
|       | 18 februari 2021 | Dynamo Kiev           | 1 – 1           | Club Brugge         | Kievs olympiastadion                                    |                                                         |
| 16:00 | 16:00            | Vitaliy Buyalskyi 62′ | (0 – 0) Rapport | 67′ Brandon Mechele | Kiev Publik: 3 284 Domare: Mattias Gestranius (Finland) | Kiev Publik: 3 284 Domare: Mattias Gestranius (Finland) |
| 16:00 | 16:00            |                       |                 |                     | Kiev Publik: 3 284 Domare: Mattias Gestranius (Finland) | Kiev Publik: 3 284 Domare: Mattias Gestranius (Finland) |
| 16:00 | 16:00            |                       |                 |                     | Kiev Publik: 3 284 Domare: Mattias Gestranius (Finland) | Kiev Publik: 3 284 Domare: Mattias Gestranius (Finland) |

|       | 25 februari 2021 | Club Brugge | 0 – 1           | Dynamo Kiev           | Jan Breydel Stadium                                |                                                    |
| 21:00 | 21:00            |             | (0 – 0) Rapport | 83′ Vitaliy Buyalskyi | Brygge Publik: 0 Domare: Srđan Jovanović (Serbien) | Brygge Publik: 0 Domare: Srđan Jovanović (Serbien) |
| 21:00 | 21:00            |             |                 |                       | Brygge Publik: 0 Domare: Srđan Jovanović (Serbien) | Brygge Publik: 0 Domare: Srđan Jovanović (Serbien) |
| 21:00 | 21:00            |             |                 |                       | Brygge Publik: 0 Domare: Srđan Jovanović (Serbien) | Brygge Publik: 0 Domare: Srđan Jovanović (Serbien) |

Dynamo Kiev avancerade till åttondelsfinal med det ackumulerade slutresultatet 2–1.
|       | 18 februari 2021 | Real Sociedad | 0 – 4           | Manchester United                                             | Juventus Stadium                                           |                                                            |
| 18:55 | 18:55            |               | (0 – 1) Rapport | 27′, 57′ Bruno Fernandes 65′ Marcus Rashford 90′ Daniel James | Turin (Italien) Publik: 0 Domare: Sandro Schärer (Schweiz) | Turin (Italien) Publik: 0 Domare: Sandro Schärer (Schweiz) |
| 18:55 | 18:55            |               |                 |                                                               | Turin (Italien) Publik: 0 Domare: Sandro Schärer (Schweiz) | Turin (Italien) Publik: 0 Domare: Sandro Schärer (Schweiz) |
| 18:55 | 18:55            |               |                 |                                                               | Turin (Italien) Publik: 0 Domare: Sandro Schärer (Schweiz) | Turin (Italien) Publik: 0 Domare: Sandro Schärer (Schweiz) |

|       | 25 februari 2021 | Manchester United | 0 – 0   | Real Sociedad | Old Trafford                                           |                                                        |
| 21:00 | 21:00            |                   | Rapport |               | Manchester Publik: 0 Domare: Lawrence Visser (Belgien) | Manchester Publik: 0 Domare: Lawrence Visser (Belgien) |
| 21:00 | 21:00            |                   |         |               | Manchester Publik: 0 Domare: Lawrence Visser (Belgien) | Manchester Publik: 0 Domare: Lawrence Visser (Belgien) |
| 21:00 | 21:00            |                   |         |               | Manchester Publik: 0 Domare: Lawrence Visser (Belgien) | Manchester Publik: 0 Domare: Lawrence Visser (Belgien) |

Manchester United avancerade till åttondelsfinal med det ackumulerade slutresultatet 4–0.
|       | 18 februari 2021 | Benfica          | 1 – 1           | Arsenal         | Stadio Olimpico                                        |                                                        |
| 21:00 | 21:00            | Pizzi 55′ (str.) | (0 – 0) Rapport | 57′ Bukayo Saka | Rom (Italien) Publik: 0 Domare: Cüneyt Çakır (Turkiet) | Rom (Italien) Publik: 0 Domare: Cüneyt Çakır (Turkiet) |
| 21:00 | 21:00            |                  |                 |                 | Rom (Italien) Publik: 0 Domare: Cüneyt Çakır (Turkiet) | Rom (Italien) Publik: 0 Domare: Cüneyt Çakır (Turkiet) |
| 21:00 | 21:00            |                  |                 |                 | Rom (Italien) Publik: 0 Domare: Cüneyt Çakır (Turkiet) | Rom (Italien) Publik: 0 Domare: Cüneyt Çakır (Turkiet) |

|       | 25 februari 2021 | Arsenal                                               | 3 – 2           | Benfica                            | Karaiskakis Stadium                                               |                                                                   |
| 18:55 | 18:55            | Pierre-Emerick Aubameyang 21′, 87′ Kieran Tierney 67′ | (1 – 1) Rapport | 43′ Diogo Gonçalves 61′ Rafa Silva | Pireus (Grekland) Publik: 0 Domare: Björn Kuipers (Nederländerna) | Pireus (Grekland) Publik: 0 Domare: Björn Kuipers (Nederländerna) |
| 18:55 | 18:55            |                                                       |                 |                                    | Pireus (Grekland) Publik: 0 Domare: Björn Kuipers (Nederländerna) | Pireus (Grekland) Publik: 0 Domare: Björn Kuipers (Nederländerna) |
| 18:55 | 18:55            |                                                       |                 |                                    | Pireus (Grekland) Publik: 0 Domare: Björn Kuipers (Nederländerna) | Pireus (Grekland) Publik: 0 Domare: Björn Kuipers (Nederländerna) |

Arsenal avancerade till åttondelsfinal med det ackumulerade slutresultatet 4–3.
|       | 18 februari 2021 | Röda stjärnan Belgrad                      | 2 – 2           | Milan                                               | Stadion Rajko Mitić                                          |                                                              |
| 18:55 | 18:55            | Guélor Kanga 52′ (str.) Milan Pavkov 90+3′ | (0 – 1) Rapport | 42′ (sjm.) Radovan Pankov 61′ (str.) Theo Hernandez | Belgrad Publik: 0 Domare: Anastasios Sidiropoulos (Grekland) | Belgrad Publik: 0 Domare: Anastasios Sidiropoulos (Grekland) |
| 18:55 | 18:55            |                                            |                 |                                                     | Belgrad Publik: 0 Domare: Anastasios Sidiropoulos (Grekland) | Belgrad Publik: 0 Domare: Anastasios Sidiropoulos (Grekland) |
| 18:55 | 18:55            |                                            |                 |                                                     | Belgrad Publik: 0 Domare: Anastasios Sidiropoulos (Grekland) | Belgrad Publik: 0 Domare: Anastasios Sidiropoulos (Grekland) |

|       | 25 februari 2021 | Milan                   | 1 – 1           | Röda stjärnan Belgrad       | San Siro                                             |                                                      |
| 21:00 | 21:00            | Franck Kessié 9′ (str.) | (1 – 1) Rapport | 24′ El Fardou Ben Nabouhane | Milano Publik: 0 Domare: Jesús Gil Manzano (Spanien) | Milano Publik: 0 Domare: Jesús Gil Manzano (Spanien) |
| 21:00 | 21:00            |                         |                 |                             | Milano Publik: 0 Domare: Jesús Gil Manzano (Spanien) | Milano Publik: 0 Domare: Jesús Gil Manzano (Spanien) |
| 21:00 | 21:00            |                         |                 |                             | Milano Publik: 0 Domare: Jesús Gil Manzano (Spanien) | Milano Publik: 0 Domare: Jesús Gil Manzano (Spanien) |

Milan avancerade till åttondelsfinal med det ackumulerade slutresultatet 3–3 genom bortamålsregeln.
|       | 18 februari 2021 | Antwerp                                                          | 3 – 4           | Rangers                                                          | Bosuilstadion                                          |                                                        |
| 21:00 | 21:00            | Felipe Avenatti 45′ Lior Refaelov 45+8′ (str.) Martin Hongla 67′ | (2 – 1) Rapport | 39′ Joe Aribo 59′ (str.), 90′ (str.) Borna Barišić 83′ Ryan Kent | Antwerpen Publik: 0 Domare: Georgi Kabakov (Bulgarien) | Antwerpen Publik: 0 Domare: Georgi Kabakov (Bulgarien) |
| 21:00 | 21:00            |                                                                  |                 |                                                                  | Antwerpen Publik: 0 Domare: Georgi Kabakov (Bulgarien) | Antwerpen Publik: 0 Domare: Georgi Kabakov (Bulgarien) |
| 21:00 | 21:00            |                                                                  |                 |                                                                  | Antwerpen Publik: 0 Domare: Georgi Kabakov (Bulgarien) | Antwerpen Publik: 0 Domare: Georgi Kabakov (Bulgarien) |

|       | 25 februari 2021 | Rangers                                                                                                  | 5 – 2           | Antwerp                                | Ibrox Stadium                                      |                                                    |
| 18:55 | 18:55            | Alfredo Morelos 9′ Nathan Patterson 46′ Ryan Kent 55′ Borna Barišić 79′ (str.) Cedric Itten 90+2′ (str.) | (1 – 1) Rapport | 32′ Lior Refaelov 57′ Didier Lamkel Zé | Glasgow Publik: 0 Domare: Paweł Raczkowski (Polen) | Glasgow Publik: 0 Domare: Paweł Raczkowski (Polen) |
| 18:55 | 18:55            | |                 |                                        | Glasgow Publik: 0 Domare: Paweł Raczkowski (Polen) | Glasgow Publik: 0 Domare: Paweł Raczkowski (Polen) |
| 18:55 | 18:55            | |                 |                                        | Glasgow Publik: 0 Domare: Paweł Raczkowski (Polen) | Glasgow Publik: 0 Domare: Paweł Raczkowski (Polen) |

Rangers avancerade till åttondelsfinal med det ackumulerade slutresultatet 9–5.
|       | 18 februari 2021 | Slavia Prag | 0 – 0   | Leicester City | Sinobo Stadium                                 |                                                |
| 18:55 | 18:55            |             | Rapport |                | Prag Publik: 600 Domare: Marco Guida (Italien) | Prag Publik: 600 Domare: Marco Guida (Italien) |
| 18:55 | 18:55            |             |         |                | Prag Publik: 600 Domare: Marco Guida (Italien) | Prag Publik: 600 Domare: Marco Guida (Italien) |
| 18:55 | 18:55            |             |         |                | Prag Publik: 600 Domare: Marco Guida (Italien) | Prag Publik: 600 Domare: Marco Guida (Italien) |

|       | 25 februari 2021 | Leicester City | 0 – 2           | Slavia Prag                        | King Power Stadium                                           |                                                              |
| 21:00 | 21:00            |                | (0 – 0) Rapport | 49′ Lukáš Provod 79′ Abdallah Sima | Leicester Publik: 0 Domare: Serdar Gözübüyük (Nederländerna) | Leicester Publik: 0 Domare: Serdar Gözübüyük (Nederländerna) |
| 21:00 | 21:00            |                |                 |                                    | Leicester Publik: 0 Domare: Serdar Gözübüyük (Nederländerna) | Leicester Publik: 0 Domare: Serdar Gözübüyük (Nederländerna) |
| 21:00 | 21:00            |                |                 |                                    | Leicester Publik: 0 Domare: Serdar Gözübüyük (Nederländerna) | Leicester Publik: 0 Domare: Serdar Gözübüyük (Nederländerna) |

Slavia Prag avancerade till åttondelsfinal med det ackumulerade slutresultatet 2–0.
|       | 18 februari 2021 | Red Bull Salzburg | 0 – 2           | Villarreal                    | Stadion Wals-Siezenheim                                       |                                                               |
| 21:00 | 21:00            |                   | (0 – 1) Rapport | 41′ Paco Alcácer 71′ Fer Niño | Wals-Siezenheim Publik: 0 Domare: Andris Treimanis (Lettland) | Wals-Siezenheim Publik: 0 Domare: Andris Treimanis (Lettland) |
| 21:00 | 21:00            |                   |                 |                               | Wals-Siezenheim Publik: 0 Domare: Andris Treimanis (Lettland) | Wals-Siezenheim Publik: 0 Domare: Andris Treimanis (Lettland) |
| 21:00 | 21:00            |                   |                 |                               | Wals-Siezenheim Publik: 0 Domare: Andris Treimanis (Lettland) | Wals-Siezenheim Publik: 0 Domare: Andris Treimanis (Lettland) |

|       | 25 februari 2021 | Villarreal                    | 2 – 1           | Red Bull Salzburg  | Estadio de la Cerámica                               |                                                      |
| 18:55 | 18:55            | Gerard Moreno 40′, 89′ (str.) | (1 – 1) Rapport | 17′ Mërgim Berisha | Villarreal Publik: 0 Domare: Felix Zwayer (Tyskland) | Villarreal Publik: 0 Domare: Felix Zwayer (Tyskland) |
| 18:55 | 18:55            |                               |                 |                    | Villarreal Publik: 0 Domare: Felix Zwayer (Tyskland) | Villarreal Publik: 0 Domare: Felix Zwayer (Tyskland) |
| 18:55 | 18:55            |                               |                 |                    | Villarreal Publik: 0 Domare: Felix Zwayer (Tyskland) | Villarreal Publik: 0 Domare: Felix Zwayer (Tyskland) |

Villarreal avancerade till åttondelsfinal med det ackumulerade slutresultatet 4–1.
|       | 18 februari 2021 | Braga | 0 – 2           | Roma                            | Estádio Municipal                                |                                                  |
| 18:55 | 18:55            |       | (0 – 1) Rapport | 5′ Edin Džeko 86′ Borja Mayoral | Braga Publik: 0 Domare: István Kovács (Rumänien) | Braga Publik: 0 Domare: István Kovács (Rumänien) |
| 18:55 | 18:55            |       |                 |                                 | Braga Publik: 0 Domare: István Kovács (Rumänien) | Braga Publik: 0 Domare: István Kovács (Rumänien) |
| 18:55 | 18:55            |       |                 |                                 | Braga Publik: 0 Domare: István Kovács (Rumänien) | Braga Publik: 0 Domare: István Kovács (Rumänien) |

|       | 25 februari 2021 | Roma                                                | 3 – 1           | Braga                      | Stadio Olimpico                                |                                                |
| 21:00 | 21:00            | Edin Džeko 24′ Carles Pérez 75′ Borja Mayoral 90+1′ | (1 – 0) Rapport | 88′ (sjm.) Bryan Cristante | Rom Publik: 0 Domare: Andreas Ekberg (Sverige) | Rom Publik: 0 Domare: Andreas Ekberg (Sverige) |
| 21:00 | 21:00            |                                                     |                 |                            | Rom Publik: 0 Domare: Andreas Ekberg (Sverige) | Rom Publik: 0 Domare: Andreas Ekberg (Sverige) |
| 21:00 | 21:00            |                                                     |                 |                            | Rom Publik: 0 Domare: Andreas Ekberg (Sverige) | Rom Publik: 0 Domare: Andreas Ekberg (Sverige) |

Roma avancerade till åttondelsfinal med det ackumulerade slutresultatet 5–1.
|       | 18 februari 2021 | Krasnodar                           | 2 – 3           | Dinamo Zagreb                              | Krasnodar Stadium                                          |                                                            |
| 18:55 | 18:55            | Marcus Berg 28′ Viktor Claesson 69′ | (1 – 1) Rapport | 15′, 54′ Bruno Petković 75′ Iyayi Atiemwen | Krasnodar Publik: 9 897 Domare: Bartosz Frankowski (Polen) | Krasnodar Publik: 9 897 Domare: Bartosz Frankowski (Polen) |
| 18:55 | 18:55            |                                     |                 |                                            | Krasnodar Publik: 9 897 Domare: Bartosz Frankowski (Polen) | Krasnodar Publik: 9 897 Domare: Bartosz Frankowski (Polen) |
| 18:55 | 18:55            |                                     |                 |                                            | Krasnodar Publik: 9 897 Domare: Bartosz Frankowski (Polen) | Krasnodar Publik: 9 897 Domare: Bartosz Frankowski (Polen) |

|       | 25 februari 2021 | Dinamo Zagreb    | 1 – 0           | Krasnodar | Stadion Maksimir                                    |                                                     |
| 21:00 | 21:00            | Mislav Oršić 31′ | (1 – 0) Rapport |           | Zagreb Publik: 0 Domare: Halil Umut Meler (Turkiet) | Zagreb Publik: 0 Domare: Halil Umut Meler (Turkiet) |
| 21:00 | 21:00            |                  |                 |           | Zagreb Publik: 0 Domare: Halil Umut Meler (Turkiet) | Zagreb Publik: 0 Domare: Halil Umut Meler (Turkiet) |
| 21:00 | 21:00            |                  |                 |           | Zagreb Publik: 0 Domare: Halil Umut Meler (Turkiet) | Zagreb Publik: 0 Domare: Halil Umut Meler (Turkiet) |

Dinamo Zagreb avancerade till åttondelsfinal med det ackumulerade slutresultatet 4–2.
|       | 18 februari 2021 | Young Boys                                                         | 4 – 3           | Bayer Leverkusen                        | Stadion Wankdorf                                     |                                                      |
| 18:55 | 18:55            | Christian Fassnacht 3′ Jordan Siebatcheu 19′, 89′ Meschak Elia 44′ | (3 – 0) Rapport | 49′, 52′ Patrik Schick 68′ Moussa Diaby | Bern Publik: 0 Domare: Antonio Mateu Lahoz (Spanien) | Bern Publik: 0 Domare: Antonio Mateu Lahoz (Spanien) |
| 18:55 | 18:55            |                                                                    |                 |                                         | Bern Publik: 0 Domare: Antonio Mateu Lahoz (Spanien) | Bern Publik: 0 Domare: Antonio Mateu Lahoz (Spanien) |
| 18:55 | 18:55            |                                                                    |                 |                                         | Bern Publik: 0 Domare: Antonio Mateu Lahoz (Spanien) | Bern Publik: 0 Domare: Antonio Mateu Lahoz (Spanien) |

|       | 25 februari 2021 | Bayer Leverkusen | 0 – 2           | Young Boys                                    | BayArena                                            |                                                     |
| 21:00 | 21:00            |                  | (0 – 0) Rapport | 48′ Jordan Siebatcheu 86′ Christian Fassnacht | Leverkusen Publik: 0 Domare: Davide Massa (Italien) | Leverkusen Publik: 0 Domare: Davide Massa (Italien) |
| 21:00 | 21:00            |                  |                 |                                               | Leverkusen Publik: 0 Domare: Davide Massa (Italien) | Leverkusen Publik: 0 Domare: Davide Massa (Italien) |
| 21:00 | 21:00            |                  |                 |                                               | Leverkusen Publik: 0 Domare: Davide Massa (Italien) | Leverkusen Publik: 0 Domare: Davide Massa (Italien) |

Young Boys avancerade till åttondelsfinal med det ackumulerade slutresultatet 6–3.
|       | 18 februari 2021 | Molde                                                           | 3 – 3           | 1899 Hoffenheim                                   | Estadio de la Cerámica                                                |                                                                       |
| 21:00 | 21:00            | Martin Ellingsen 41′ Eirik Ulland Andersen 70′ Datro Fofana 74′ | (1 – 3) Rapport | 8′, 28′ Mu'nas Dabbur 45+3′ Christoph Baumgartner | Villarreal (Spanien) Publik: 0 Domare: Stéphanie Frappart (Frankrike) | Villarreal (Spanien) Publik: 0 Domare: Stéphanie Frappart (Frankrike) |
| 21:00 | 21:00            |                                                                 |                 |                                                   | Villarreal (Spanien) Publik: 0 Domare: Stéphanie Frappart (Frankrike) | Villarreal (Spanien) Publik: 0 Domare: Stéphanie Frappart (Frankrike) |
| 21:00 | 21:00            |                                                                 |                 |                                                   | Villarreal (Spanien) Publik: 0 Domare: Stéphanie Frappart (Frankrike) | Villarreal (Spanien) Publik: 0 Domare: Stéphanie Frappart (Frankrike) |

|       | 25 februari 2021 | 1899 Hoffenheim | 0 – 2           | Molde                            | Rhein-Neckar-Arena                                    |                                                       |
| 18:55 | 18:55            |                 | (0 – 1) Rapport | 20′, 90+5′ Eirik Ulland Andersen | Sinsheim Publik: 0 Domare: Aleksei Kulbakov (Belarus) | Sinsheim Publik: 0 Domare: Aleksei Kulbakov (Belarus) |
| 18:55 | 18:55            |                 |                 |                                  | Sinsheim Publik: 0 Domare: Aleksei Kulbakov (Belarus) | Sinsheim Publik: 0 Domare: Aleksei Kulbakov (Belarus) |
| 18:55 | 18:55            |                 |                 |                                  | Sinsheim Publik: 0 Domare: Aleksei Kulbakov (Belarus) | Sinsheim Publik: 0 Domare: Aleksei Kulbakov (Belarus) |

Molde avancerade till åttondelsfinal med det ackumulerade slutresultatet 5–3.
|       | 18 februari 2021 | Granada                       | 2 – 0           | Napoli | Nuevo Los Cármenes                                  |                                                     |
| 21:00 | 21:00            | Yangel Herrera 19′ Kenedy 21′ | (2 – 0) Rapport |        | Granada Publik: 0 Domare: Sergei Karasev (Ryssland) | Granada Publik: 0 Domare: Sergei Karasev (Ryssland) |
| 21:00 | 21:00            |                               |                 |        | Granada Publik: 0 Domare: Sergei Karasev (Ryssland) | Granada Publik: 0 Domare: Sergei Karasev (Ryssland) |
| 21:00 | 21:00            |                               |                 |        | Granada Publik: 0 Domare: Sergei Karasev (Ryssland) | Granada Publik: 0 Domare: Sergei Karasev (Ryssland) |

|       | 25 februari 2021 | Napoli                        | 2 – 1           | Granada           | Stadio San Paolo                                   |                                                    |
| 18:55 | 18:55            | Piotr Zieliński 3′ Fabián 59′ | (1 – 1) Rapport | 25′ Ángel Montoro | Neapel Publik: 0 Domare: Daniel Siebert (Tyskland) | Neapel Publik: 0 Domare: Daniel Siebert (Tyskland) |
| 18:55 | 18:55            |                               |                 |                   | Neapel Publik: 0 Domare: Daniel Siebert (Tyskland) | Neapel Publik: 0 Domare: Daniel Siebert (Tyskland) |
| 18:55 | 18:55            |                               |                 |                   | Neapel Publik: 0 Domare: Daniel Siebert (Tyskland) | Neapel Publik: 0 Domare: Daniel Siebert (Tyskland) |

Granada avancerade till åttondelsfinal med det ackumulerade slutresultatet 3–2.
|       | 18 februari 2021 | Maccabi Tel Aviv | 0 – 2           | Sjachtar Donetsk            | Bloomfield Stadium                                       |                                                          |
| 21:00 | 21:00            |                  | (0 – 1) Rapport | 31′ Alan Patrick 90+3′ Tetê | Tel Aviv Publik: 0 Domare: François Letexier (Frankrike) | Tel Aviv Publik: 0 Domare: François Letexier (Frankrike) |
| 21:00 | 21:00            |                  |                 |                             | Tel Aviv Publik: 0 Domare: François Letexier (Frankrike) | Tel Aviv Publik: 0 Domare: François Letexier (Frankrike) |
| 21:00 | 21:00            |                  |                 |                             | Tel Aviv Publik: 0 Domare: François Letexier (Frankrike) | Tel Aviv Publik: 0 Domare: François Letexier (Frankrike) |

|       | 25 februari 2021 | Sjachtar Donetsk         | 1 – 0           | Maccabi Tel Aviv | Kievs olympiastadion                                              |                                                                   |
| 18:55 | 18:55            | Júnior Moraes 67′ (str.) | (0 – 0) Rapport |                  | Kiev Publik: 10 217 Domare: José María Sánchez Martínez (Spanien) | Kiev Publik: 10 217 Domare: José María Sánchez Martínez (Spanien) |
| 18:55 | 18:55            |                          |                 |                  | Kiev Publik: 10 217 Domare: José María Sánchez Martínez (Spanien) | Kiev Publik: 10 217 Domare: José María Sánchez Martínez (Spanien) |
| 18:55 | 18:55            |                          |                 |                  | Kiev Publik: 10 217 Domare: José María Sánchez Martínez (Spanien) | Kiev Publik: 10 217 Domare: José María Sánchez Martínez (Spanien) |

Sjachtar Donetsk avancerade till åttondelsfinal med det ackumulerade slutresultatet 3–0.
|       | 18 februari 2021 | Lille            | 1 – 2           | Ajax                                     | Stade Pierre-Mauroy                                           |                                                               |
| 21:00 | 21:00            | Timothy Weah 72′ | (0 – 0) Rapport | 87′ (str.) Dušan Tadić 89′ Brian Brobbey | Villeneuve-d'Ascq Publik: 0 Domare: Ivan Kružliak (Slovakien) | Villeneuve-d'Ascq Publik: 0 Domare: Ivan Kružliak (Slovakien) |
| 21:00 | 21:00            |                  |                 |                                          | Villeneuve-d'Ascq Publik: 0 Domare: Ivan Kružliak (Slovakien) | Villeneuve-d'Ascq Publik: 0 Domare: Ivan Kružliak (Slovakien) |
| 21:00 | 21:00            |                  |                 |                                          | Villeneuve-d'Ascq Publik: 0 Domare: Ivan Kružliak (Slovakien) | Villeneuve-d'Ascq Publik: 0 Domare: Ivan Kružliak (Slovakien) |

|       | 25 februari 2021 | Ajax                              | 2 – 1           | Lille                   | Johan Cruyff Arena                                    |                                                       |
| 18:55 | 18:55            | Davy Klaassen 15′ David Neres 88′ | (1 – 0) Rapport | 78′ (str.) Yusuf Yazıcı | Amsterdam Publik: 0 Domare: Willie Collum (Skottland) | Amsterdam Publik: 0 Domare: Willie Collum (Skottland) |
| 18:55 | 18:55            |                                   |                 |                         | Amsterdam Publik: 0 Domare: Willie Collum (Skottland) | Amsterdam Publik: 0 Domare: Willie Collum (Skottland) |
| 18:55 | 18:55            |                                   |                 |                         | Amsterdam Publik: 0 Domare: Willie Collum (Skottland) | Amsterdam Publik: 0 Domare: Willie Collum (Skottland) |

Ajax avancerade till åttondelsfinal med det ackumulerade slutresultatet 4–2.
|       | 18 februari 2021 | Olympiakos                                                                         | 4 – 2           | PSV Eindhoven        | Karaiskakis Stadium                               |                                                   |
| 18:55 | 18:55            | Andreas Bouchalakis 9′ Yann M'Vila 37′ Youssef El-Arabi 45+2′ Giorgos Masouras 83′ | (3 – 2) Rapport | 14′, 40′ Eran Zahavi | Pireus Publik: 0 Domare: Andreas Ekberg (Sverige) | Pireus Publik: 0 Domare: Andreas Ekberg (Sverige) |
| 18:55 | 18:55            |                                                                                    |                 |                      | Pireus Publik: 0 Domare: Andreas Ekberg (Sverige) | Pireus Publik: 0 Domare: Andreas Ekberg (Sverige) |
| 18:55 | 18:55            |                                                                                    |                 |                      | Pireus Publik: 0 Domare: Andreas Ekberg (Sverige) | Pireus Publik: 0 Domare: Andreas Ekberg (Sverige) |

|       | 25 februari 2021 | PSV Eindhoven        | 2 – 1           | Olympiakos       | Philips Stadion                                        |                                                        |
| 21:00 | 21:00            | Eran Zahavi 23′, 44′ | (2 – 0) Rapport | 88′ Ahmed Hassan | Eindhoven Publik: 0 Domare: Clément Turpin (Frankrike) | Eindhoven Publik: 0 Domare: Clément Turpin (Frankrike) |
| 21:00 | 21:00            |                      |                 |                  | Eindhoven Publik: 0 Domare: Clément Turpin (Frankrike) | Eindhoven Publik: 0 Domare: Clément Turpin (Frankrike) |
| 21:00 | 21:00            |                      |                 |                  | Eindhoven Publik: 0 Domare: Clément Turpin (Frankrike) | Eindhoven Publik: 0 Domare: Clément Turpin (Frankrike) |

Olympiakos avancerade till åttondelsfinal med det ackumulerade slutresultatet 5–4.

## Åttondelsfinaler

### Sammanfattning
| Åttondelsfinaler – 16 deltagande klubblag | Åttondelsfinaler – 16 deltagande klubblag | Åttondelsfinaler – 16 deltagande klubblag | Åttondelsfinaler – 16 deltagande klubblag | Åttondelsfinaler – 16 deltagande klubblag |
| ----------------------------------------- | ----------------------------------------- | ----------------------------------------- | ----------------------------------------- | ----------------------------------------- |
| Lag 1                                     | Totalt                                    | Lag 2                                     | Möte 1                                    | Möte 2                                    |
| Ajax                                      | 5–0                                       | Young Boys                                | 3–0                                       | 2–0                                       |
| Dynamo Kiev                               | 0–4                                       | Villarreal                                | 0–2                                       | 0–2                                       |
| Roma                                      | 5–1                                       | Sjachtar Donetsk                          | 3–0                                       | 2–1                                       |
| Olympiakos                                | 2–3                                       | Arsenal                                   | 1–3                                       | 1–0                                       |
| Tottenham Hotspur                         | 2–3                                       | Dinamo Zagreb                             | 2–0                                       | 0–3 (e.f.)                                |
| Manchester United                         | 2–1                                       | AC Milan                                  | 1–1                                       | 1–0                                       |
| Slavia Prag                               | 3–1                                       | Rangers                                   | 1–1                                       | 2–0                                       |
| Granada                                   | 3–2                                       | Molde FK                                  | 2–0                                       | 1–2                                       |

### Matcher
|       | 11 mars 2021 | Ajax                                                  | 3 – 0           | Young Boys | Johan Cruyff Arena                                |                                                   |
| 18:55 | 18:55        | Davy Klaassen 62′ Dušan Tadić 82′ Brian Brobbey 90+2′ | (0 – 0) Rapport |            | Amsterdam Publik: 0 Domare: Marco Guida (Italien) | Amsterdam Publik: 0 Domare: Marco Guida (Italien) |
| 18:55 | 18:55        |                                                       |                 |            | Amsterdam Publik: 0 Domare: Marco Guida (Italien) | Amsterdam Publik: 0 Domare: Marco Guida (Italien) |
| 18:55 | 18:55        |                                                       |                 |            | Amsterdam Publik: 0 Domare: Marco Guida (Italien) | Amsterdam Publik: 0 Domare: Marco Guida (Italien) |

|       | 18 mars 2021 | Young Boys | 0 – 2           | Ajax                                   | Stadion Wankdorf                                |                                                 |
| 21:00 | 21:00        |            | (0 – 1) Rapport | 21′ David Neres 49′ (str.) Dušan Tadić | Bern Publik: 0 Domare: Bobby Madden (Skottland) | Bern Publik: 0 Domare: Bobby Madden (Skottland) |
| 21:00 | 21:00        |            |                 |                                        | Bern Publik: 0 Domare: Bobby Madden (Skottland) | Bern Publik: 0 Domare: Bobby Madden (Skottland) |
| 21:00 | 21:00        |            |                 |                                        | Bern Publik: 0 Domare: Bobby Madden (Skottland) | Bern Publik: 0 Domare: Bobby Madden (Skottland) |

Ajax avancerade till kvartsfinal med det ackumulerade slutresultatet 5–0.
|       | 11 mars 2021 | Dynamo Kiev | 0 – 2           | Villarreal                     | Kievs olympiastadion                                 |                                                      |
| 18:55 | 18:55        |             | (0 – 1) Rapport | 30′ Pau Torres 52′ Raúl Albiol | Kiev Publik: 12 751 Domare: Michael Oliver (England) | Kiev Publik: 12 751 Domare: Michael Oliver (England) |
| 18:55 | 18:55        |             |                 |                                | Kiev Publik: 12 751 Domare: Michael Oliver (England) | Kiev Publik: 12 751 Domare: Michael Oliver (England) |
| 18:55 | 18:55        |             |                 |                                | Kiev Publik: 12 751 Domare: Michael Oliver (England) | Kiev Publik: 12 751 Domare: Michael Oliver (England) |

|       | 18 mars 2021 | Villarreal             | 2 – 0           | Dynamo Kiev | Estadio de la Cerámica                                |                                                       |
| 21:00 | 21:00        | Gerard Moreno 13′, 36′ | (2 – 0) Rapport |             | Villarreal Publik: 0 Domare: Andreas Ekberg (Sverige) | Villarreal Publik: 0 Domare: Andreas Ekberg (Sverige) |
| 21:00 | 21:00        |                        |                 |             | Villarreal Publik: 0 Domare: Andreas Ekberg (Sverige) | Villarreal Publik: 0 Domare: Andreas Ekberg (Sverige) |
| 21:00 | 21:00        |                        |                 |             | Villarreal Publik: 0 Domare: Andreas Ekberg (Sverige) | Villarreal Publik: 0 Domare: Andreas Ekberg (Sverige) |

Villarreal avancerade till kvartsfinal med det ackumulerade slutresultatet 4–0.
|       | 11 mars 2021 | Roma                                                                | 3 – 0           | Sjachtar Donetsk | Stadio Olimpico                                    |                                                    |
| 21:00 | 21:00        | Lorenzo Pellegrini 23′ Stephan El Shaarawy 73′ Gianluca Mancini 77′ | (1 – 0) Rapport |                  | Rom Publik: 0 Domare: Artur Soares Dias (Portugal) | Rom Publik: 0 Domare: Artur Soares Dias (Portugal) |
| 21:00 | 21:00        |                                                                     |                 |                  | Rom Publik: 0 Domare: Artur Soares Dias (Portugal) | Rom Publik: 0 Domare: Artur Soares Dias (Portugal) |
| 21:00 | 21:00        |                                                                     |                 |                  | Rom Publik: 0 Domare: Artur Soares Dias (Portugal) | Rom Publik: 0 Domare: Artur Soares Dias (Portugal) |

|       | 18 mars 2021 | Sjachtar Donetsk  | 1 – 2           | Roma                   | Kievs olympiastadion                                 |                                                      |
| 18:55 | 18:55        | Júnior Moraes 59′ | (0 – 0) Rapport | 48′, 72′ Borja Mayoral | Kiev Publik: 0 Domare: Antonio Mateu Lahoz (Spanien) | Kiev Publik: 0 Domare: Antonio Mateu Lahoz (Spanien) |
| 18:55 | 18:55        |                   |                 |                        | Kiev Publik: 0 Domare: Antonio Mateu Lahoz (Spanien) | Kiev Publik: 0 Domare: Antonio Mateu Lahoz (Spanien) |
| 18:55 | 18:55        |                   |                 |                        | Kiev Publik: 0 Domare: Antonio Mateu Lahoz (Spanien) | Kiev Publik: 0 Domare: Antonio Mateu Lahoz (Spanien) |

Roma avancerade till kvartsfinal med det ackumulerade slutresultatet 5–1.
|       | 11 mars 2021 | Olympiakos           | 1 – 3           | Arsenal                                            | Karaiskakis Stadium                                |                                                    |
| 21:00 | 21:00        | Youssef El-Arabi 58′ | (0 – 1) Rapport | 34′ Martin Ødegaard 80′ Gabriel 85′ Mohamed Elneny | Pireus Publik: 0 Domare: Daniel Siebert (Tyskland) | Pireus Publik: 0 Domare: Daniel Siebert (Tyskland) |
| 21:00 | 21:00        |                      |                 |                                                    | Pireus Publik: 0 Domare: Daniel Siebert (Tyskland) | Pireus Publik: 0 Domare: Daniel Siebert (Tyskland) |
| 21:00 | 21:00        |                      |                 |                                                    | Pireus Publik: 0 Domare: Daniel Siebert (Tyskland) | Pireus Publik: 0 Domare: Daniel Siebert (Tyskland) |

|       | 18 mars 2021 | Arsenal | 0 – 1           | Olympiakos           | Emirates Stadium                                           |                                                            |
| 18:55 | 18:55        |         | (0 – 0) Rapport | 51′ Youssef El-Arabi | London Publik: 0 Domare: Carlos del Cerro Grande (Spanien) | London Publik: 0 Domare: Carlos del Cerro Grande (Spanien) |
| 18:55 | 18:55        |         |                 |                      | London Publik: 0 Domare: Carlos del Cerro Grande (Spanien) | London Publik: 0 Domare: Carlos del Cerro Grande (Spanien) |
| 18:55 | 18:55        |         |                 |                      | London Publik: 0 Domare: Carlos del Cerro Grande (Spanien) | London Publik: 0 Domare: Carlos del Cerro Grande (Spanien) |

Arsenal avancerade till kvartsfinal med det ackumulerade slutresultatet 3–2.
|       | 11 mars 2021 | Tottenham Hotspur   | 2 – 0           | Dinamo Zagreb | Tottenham Hotspur Stadium                                 |                                                           |
| 21:00 | 21:00        | Harry Kane 25′, 70′ | (1 – 0) Rapport |               | London Publik: 0 Domare: Serdar Gözübüyük (Nederländerna) | London Publik: 0 Domare: Serdar Gözübüyük (Nederländerna) |
| 21:00 | 21:00        |                     |                 |               | London Publik: 0 Domare: Serdar Gözübüyük (Nederländerna) | London Publik: 0 Domare: Serdar Gözübüyük (Nederländerna) |
| 21:00 | 21:00        |                     |                 |               | London Publik: 0 Domare: Serdar Gözübüyük (Nederländerna) | London Publik: 0 Domare: Serdar Gözübüyük (Nederländerna) |

|       | 18 mars 2021 | Dinamo Zagreb               | 3 – 0 (e.fl.)   | Tottenham Hotspur | Stadion Maksimir                                |                                                 |
| 18:55 | 18:55        | Mislav Oršić 62′, 83′, 106′ | (0 – 0) Rapport |                   | Zagreb Publik: 0 Domare: Davide Massa (Italien) | Zagreb Publik: 0 Domare: Davide Massa (Italien) |
| 18:55 | 18:55        |                             |                 |                   | Zagreb Publik: 0 Domare: Davide Massa (Italien) | Zagreb Publik: 0 Domare: Davide Massa (Italien) |
| 18:55 | 18:55        |                             |                 |                   | Zagreb Publik: 0 Domare: Davide Massa (Italien) | Zagreb Publik: 0 Domare: Davide Massa (Italien) |

Dinamo Zagreb avancerade till kvartsfinal med det ackumulerade slutresultatet 3–2.
|       | 11 mars 2021 | Manchester United | 1 – 1           | Milan            | Old Trafford                                           |                                                        |
| 18:55 | 18:55        | Amad Diallo 50′   | (0 – 0) Rapport | 90+2′ Simon Kjær | Manchester Publik: 0 Domare: Slavko Vinčić (Slovenien) | Manchester Publik: 0 Domare: Slavko Vinčić (Slovenien) |
| 18:55 | 18:55        |                   |                 |                  | Manchester Publik: 0 Domare: Slavko Vinčić (Slovenien) | Manchester Publik: 0 Domare: Slavko Vinčić (Slovenien) |
| 18:55 | 18:55        |                   |                 |                  | Manchester Publik: 0 Domare: Slavko Vinčić (Slovenien) | Manchester Publik: 0 Domare: Slavko Vinčić (Slovenien) |

|       | 18 mars 2021 | Milan | 0 – 1           | Manchester United | San Siro                                        |                                                 |
| 21:00 | 21:00        |       | (0 – 0) Rapport | 49′ Paul Pogba    | Milano Publik: 0 Domare: Felix Brych (Tyskland) | Milano Publik: 0 Domare: Felix Brych (Tyskland) |
| 21:00 | 21:00        |       |                 |                   | Milano Publik: 0 Domare: Felix Brych (Tyskland) | Milano Publik: 0 Domare: Felix Brych (Tyskland) |
| 21:00 | 21:00        |       |                 |                   | Milano Publik: 0 Domare: Felix Brych (Tyskland) | Milano Publik: 0 Domare: Felix Brych (Tyskland) |

Manchester United avancerade till kvartsfinal med det ackumulerade slutresultatet 2–1.
|       | 11 mars 2021 | Slavia Prag        | 1 – 1           | Rangers            | Sinobo Stadium                                     |                                                    |
| 18:55 | 18:55        | Nicolae Stanciu 7′ | (1 – 1) Rapport | 36′ Filip Helander | Prag Publik: 300 Domare: Ovidiu Hațegan (Rumänien) | Prag Publik: 300 Domare: Ovidiu Hațegan (Rumänien) |
| 18:55 | 18:55        |                    |                 |                    | Prag Publik: 300 Domare: Ovidiu Hațegan (Rumänien) | Prag Publik: 300 Domare: Ovidiu Hațegan (Rumänien) |
| 18:55 | 18:55        |                    |                 |                    | Prag Publik: 300 Domare: Ovidiu Hațegan (Rumänien) | Prag Publik: 300 Domare: Ovidiu Hațegan (Rumänien) |

|       | 18 mars 2021 | Rangers | 0 – 2           | Slavia Prag                            | Ibrox Stadium                                    |                                                  |
| 21:00 | 21:00        |         | (0 – 1) Rapport | 14′ Peter Olayinka 74′ Nicolae Stanciu | Glasgow Publik: 0 Domare: Orel Grinfeld (Israel) | Glasgow Publik: 0 Domare: Orel Grinfeld (Israel) |
| 21:00 | 21:00        |         |                 |                                        | Glasgow Publik: 0 Domare: Orel Grinfeld (Israel) | Glasgow Publik: 0 Domare: Orel Grinfeld (Israel) |
| 21:00 | 21:00        |         |                 |                                        | Glasgow Publik: 0 Domare: Orel Grinfeld (Israel) | Glasgow Publik: 0 Domare: Orel Grinfeld (Israel) |

Slavia Prag avancerade till kvartsfinal med det ackumulerade slutresultatet 3–1.
|       | 11 mars 2021 | Granada                              | 2 – 0           | Molde | Nuevo Los Cármenes                                 |                                                    |
| 21:00 | 21:00        | Jorge Molina 26′ Roberto Soldado 76′ | (1 – 0) Rapport |       | Granada Publik: 0 Domare: Paweł Raczkowski (Polen) | Granada Publik: 0 Domare: Paweł Raczkowski (Polen) |
| 21:00 | 21:00        |                                      |                 |       | Granada Publik: 0 Domare: Paweł Raczkowski (Polen) | Granada Publik: 0 Domare: Paweł Raczkowski (Polen) |
| 21:00 | 21:00        |                                      |                 |       | Granada Publik: 0 Domare: Paweł Raczkowski (Polen) | Granada Publik: 0 Domare: Paweł Raczkowski (Polen) |

|       | 18 mars 2021 | Molde                                            | 2 – 1           | Granada             | Puskás Aréna                                                  |                                                               |
| 18:55 | 18:55        | Jesús Vallejo 29′ (sjm.) Eirik Hestad 90′ (str.) | (1 – 0) Rapport | 72′ Roberto Soldado | Budapest (Ungern) Publik: 0 Domare: Srđan Jovanović (Serbien) | Budapest (Ungern) Publik: 0 Domare: Srđan Jovanović (Serbien) |
| 18:55 | 18:55        |                                                  |                 |                     | Budapest (Ungern) Publik: 0 Domare: Srđan Jovanović (Serbien) | Budapest (Ungern) Publik: 0 Domare: Srđan Jovanović (Serbien) |
| 18:55 | 18:55        |                                                  |                 |                     | Budapest (Ungern) Publik: 0 Domare: Srđan Jovanović (Serbien) | Budapest (Ungern) Publik: 0 Domare: Srđan Jovanović (Serbien) |

Granada avancerade till kvartsfinal med det ackumulerade slutresultatet 3–2.

## Kvartsfinaler

### Sammanfattning
| Kvartsfinaler – 8 deltagande klubblag | Kvartsfinaler – 8 deltagande klubblag | Kvartsfinaler – 8 deltagande klubblag | Kvartsfinaler – 8 deltagande klubblag | Kvartsfinaler – 8 deltagande klubblag |
| ------------------------------------- | ------------------------------------- | ------------------------------------- | ------------------------------------- | ------------------------------------- |
| Lag 1                                 | Totalt                                | Lag 2                                 | Möte 1                                | Möte 2                                |
| Granada                               | 0–4                                   | Manchester United                     | 0–2                                   | 0–2                                   |
| Arsenal                               | 5–1                                   | Slavia Prag                           | 1–1                                   | 4–0                                   |
| Ajax                                  | 2–3                                   | Roma                                  | 1–2                                   | 1–1                                   |
| Dinamo Zagreb                         | 1–3                                   | Villarreal                            | 0–1                                   | 1–2                                   |

### Matcher
|       | 8 april 2021 | Granada | 0 – 2           | Manchester United                              | Nuevo Los Cármenes                                     |                                                        |
| 21:00 | 21:00        |         | (0 – 1) Rapport | 31′ Marcus Rashford 90′ (str.) Bruno Fernandes | Granada Publik: 0 Domare: Artur Soares Dias (Portugal) | Granada Publik: 0 Domare: Artur Soares Dias (Portugal) |
| 21:00 | 21:00        |         |                 |                                                | Granada Publik: 0 Domare: Artur Soares Dias (Portugal) | Granada Publik: 0 Domare: Artur Soares Dias (Portugal) |
| 21:00 | 21:00        |         |                 |                                                | Granada Publik: 0 Domare: Artur Soares Dias (Portugal) | Granada Publik: 0 Domare: Artur Soares Dias (Portugal) |

|       | 15 april 2021 | Manchester United                          | 2 – 0           | Granada | Old Trafford                                          |                                                       |
| 21:00 | 21:00         | Edinson Cavani 6′ Jesús Vallejo 90′ (sjm.) | (1 – 0) Rapport |         | Manchester Publik: 0 Domare: István Kovács (Rumänien) | Manchester Publik: 0 Domare: István Kovács (Rumänien) |
| 21:00 | 21:00         |                                            |                 |         | Manchester Publik: 0 Domare: István Kovács (Rumänien) | Manchester Publik: 0 Domare: István Kovács (Rumänien) |
| 21:00 | 21:00         |                                            |                 |         | Manchester Publik: 0 Domare: István Kovács (Rumänien) | Manchester Publik: 0 Domare: István Kovács (Rumänien) |

Manchester United avancerade till semifinal med det ackumulerade slutresultatet 4–0.
|       | 8 april 2021 | Arsenal          | 1 – 1           | Slavia Prag       | Emirates Stadium                                  |                                                   |
| 21:00 | 21:00        | Nicolas Pépé 86′ | (0 – 0) Rapport | 90+4′ Tomáš Holeš | London Publik: 0 Domare: Andreas Ekberg (Sverige) | London Publik: 0 Domare: Andreas Ekberg (Sverige) |
| 21:00 | 21:00        |                  |                 |                   | London Publik: 0 Domare: Andreas Ekberg (Sverige) | London Publik: 0 Domare: Andreas Ekberg (Sverige) |
| 21:00 | 21:00        |                  |                 |                   | London Publik: 0 Domare: Andreas Ekberg (Sverige) | London Publik: 0 Domare: Andreas Ekberg (Sverige) |

|       | 15 april 2021 | Slavia Prag | 0 – 4           | Arsenal                                                              | Sinobo Stadium                                  |                                                 |
| 21:00 | 21:00         |             | (0 – 3) Rapport | 18′ Nicolas Pépé 21′ (str.), 77′ Alexandre Lacazette 24′ Bukayo Saka | Prag Publik: 750 Domare: Cüneyt Çakır (Turkiet) | Prag Publik: 750 Domare: Cüneyt Çakır (Turkiet) |
| 21:00 | 21:00         |             |                 |                                                                      | Prag Publik: 750 Domare: Cüneyt Çakır (Turkiet) | Prag Publik: 750 Domare: Cüneyt Çakır (Turkiet) |
| 21:00 | 21:00         |             |                 |                                                                      | Prag Publik: 750 Domare: Cüneyt Çakır (Turkiet) | Prag Publik: 750 Domare: Cüneyt Çakır (Turkiet) |

Arsenal avancerade till semifinal med det ackumulerade slutresultatet 5–1.
|       | 8 april 2021 | Ajax              | 1 – 2           | Roma                                    | Johan Cruyff Arena                                    |                                                       |
| 21:00 | 21:00        | Davy Klaassen 39′ | (1 – 0) Rapport | 57′ Lorenzo Pellegrini 87′ Roger Ibañez | Amsterdam Publik: 0 Domare: Sergei Karasev (Ryssland) | Amsterdam Publik: 0 Domare: Sergei Karasev (Ryssland) |
| 21:00 | 21:00        |                   |                 |                                         | Amsterdam Publik: 0 Domare: Sergei Karasev (Ryssland) | Amsterdam Publik: 0 Domare: Sergei Karasev (Ryssland) |
| 21:00 | 21:00        |                   |                 |                                         | Amsterdam Publik: 0 Domare: Sergei Karasev (Ryssland) | Amsterdam Publik: 0 Domare: Sergei Karasev (Ryssland) |

|       | 15 april 2021 | Roma           | 1 – 1           | Ajax              | Stadio Olimpico                                |                                                |
| 21:00 | 21:00         | Edin Džeko 72′ | (0 – 0) Rapport | 49′ Brian Brobbey | Rom Publik: 0 Domare: Anthony Taylor (England) | Rom Publik: 0 Domare: Anthony Taylor (England) |
| 21:00 | 21:00         |                |                 |                   | Rom Publik: 0 Domare: Anthony Taylor (England) | Rom Publik: 0 Domare: Anthony Taylor (England) |
| 21:00 | 21:00         |                |                 |                   | Rom Publik: 0 Domare: Anthony Taylor (England) | Rom Publik: 0 Domare: Anthony Taylor (England) |

Roma avancerade till semifinal med det ackumulerade slutresultatet 3–2.
|       | 8 april 2021 | Dinamo Zagreb | 0 – 1           | Villarreal               | Stadion Maksimir                                   |                                                    |
| 21:00 | 21:00        |               | (0 – 1) Rapport | 44′ (str.) Gerard Moreno | Zagreb Publik: 0 Domare: Daniel Siebert (Tyskland) | Zagreb Publik: 0 Domare: Daniel Siebert (Tyskland) |
| 21:00 | 21:00        |               |                 |                          | Zagreb Publik: 0 Domare: Daniel Siebert (Tyskland) | Zagreb Publik: 0 Domare: Daniel Siebert (Tyskland) |
| 21:00 | 21:00        |               |                 |                          | Zagreb Publik: 0 Domare: Daniel Siebert (Tyskland) | Zagreb Publik: 0 Domare: Daniel Siebert (Tyskland) |

|       | 15 april 2021 | Villarreal                         | 2 – 1           | Dinamo Zagreb    | Estadio de la Cerámica                                      |                                                             |
| 21:00 | 21:00         | Paco Alcácer 36′ Gerard Moreno 43′ | (2 – 0) Rapport | 74′ Mislav Oršić | Villarreal Publik: 0 Domare: Danny Makkelie (Nederländerna) | Villarreal Publik: 0 Domare: Danny Makkelie (Nederländerna) |
| 21:00 | 21:00         |                                    |                 |                  | Villarreal Publik: 0 Domare: Danny Makkelie (Nederländerna) | Villarreal Publik: 0 Domare: Danny Makkelie (Nederländerna) |
| 21:00 | 21:00         |                                    |                 |                  | Villarreal Publik: 0 Domare: Danny Makkelie (Nederländerna) | Villarreal Publik: 0 Domare: Danny Makkelie (Nederländerna) |

Villarreal avancerade till semifinal med det ackumulerade slutresultatet 3–1.

## Semifinaler

### Sammanfattning
| Semifinaler – 4 deltagande klubblag | Semifinaler – 4 deltagande klubblag | Semifinaler – 4 deltagande klubblag | Semifinaler – 4 deltagande klubblag | Semifinaler – 4 deltagande klubblag |
| ----------------------------------- | ----------------------------------- | ----------------------------------- | ----------------------------------- | ----------------------------------- |
| Lag 1                               | Totalt                              | Lag 2                               | Möte 1                              | Möte 2                              |
| Manchester United                   | 8–5                                 | Roma                                | 6–2                                 | 2–3                                 |
| Villarreal                          | 2–1                                 | Arsenal                             | 2–1                                 | 0–0                                 |

### Matcher
|       | 29 april 2021 | Manchester United                                                                         | 6 – 2           | Roma                                         | Old Trafford                                                   |                                                                |
| 21:00 | 21:00         | Bruno Fernandes 9′, 71′ (str.) Edinson Cavani 48′, 64′ Paul Pogba 75′ Mason Greenwood 86′ | (1 – 2) Rapport | 15′ (str.) Lorenzo Pellegrini 34′ Edin Džeko | Manchester Publik: 0 Domare: Carlos del Cerro Grande (Spanien) | Manchester Publik: 0 Domare: Carlos del Cerro Grande (Spanien) |
| 21:00 | 21:00         |                                                                                           |                 |                                              | Manchester Publik: 0 Domare: Carlos del Cerro Grande (Spanien) | Manchester Publik: 0 Domare: Carlos del Cerro Grande (Spanien) |
| 21:00 | 21:00         |                                                                                           |                 |                                              | Manchester Publik: 0 Domare: Carlos del Cerro Grande (Spanien) | Manchester Publik: 0 Domare: Carlos del Cerro Grande (Spanien) |

|       | 6 maj 2021 | Roma                                                      | 3 – 2           | Manchester United       | Stadio Olimpico                              |                                              |
| 21:00 | 21:00      | Edin Džeko 57′ Bryan Cristante 60′ Alex Telles 83′ (sjm.) | (0 – 1) Rapport | 39′, 68′ Edinson Cavani | Rom Publik: 0 Domare: Felix Brych (Tyskland) | Rom Publik: 0 Domare: Felix Brych (Tyskland) |
| 21:00 | 21:00      |                                                           |                 |                         | Rom Publik: 0 Domare: Felix Brych (Tyskland) | Rom Publik: 0 Domare: Felix Brych (Tyskland) |
| 21:00 | 21:00      |                                                           |                 |                         | Rom Publik: 0 Domare: Felix Brych (Tyskland) | Rom Publik: 0 Domare: Felix Brych (Tyskland) |

Manchester United avancerade till final med det ackumulerade slutresultatet 8–5.
|       | 29 april 2021 | Villarreal                        | 2 – 1           | Arsenal                 | Estadio de la Cerámica                                    |                                                           |
| 21:00 | 21:00         | Manu Trigueros 5′ Raúl Albiol 29′ | (2 – 0) Rapport | 73′ (str.) Nicolas Pépé | Villarreal Publik: 0 Domare: Artur Soares Dias (Portugal) | Villarreal Publik: 0 Domare: Artur Soares Dias (Portugal) |
| 21:00 | 21:00         |                                   |                 |                         | Villarreal Publik: 0 Domare: Artur Soares Dias (Portugal) | Villarreal Publik: 0 Domare: Artur Soares Dias (Portugal) |
| 21:00 | 21:00         |                                   |                 |                         | Villarreal Publik: 0 Domare: Artur Soares Dias (Portugal) | Villarreal Publik: 0 Domare: Artur Soares Dias (Portugal) |

|       | 6 maj 2021 | Arsenal | 0 – 0   | Villarreal | Emirates Stadium                                   |                                                    |
| 21:00 | 21:00      |         | Rapport |            | London Publik: 0 Domare: Slavko Vinčić (Slovenien) | London Publik: 0 Domare: Slavko Vinčić (Slovenien) |
| 21:00 | 21:00      |         |         |            | London Publik: 0 Domare: Slavko Vinčić (Slovenien) | London Publik: 0 Domare: Slavko Vinčić (Slovenien) |
| 21:00 | 21:00      |         |         |            | London Publik: 0 Domare: Slavko Vinčić (Slovenien) | London Publik: 0 Domare: Slavko Vinčić (Slovenien) |

Villarreal avancerade till final med det ackumulerade slutresultatet 2–1.

## Final
|       | 26 maj 2021 | Villarreal | 0000 1 – 1 (e.fl.)           | Manchester United | Stadion Miejski                                         |                                                         |
| 21:00 | 21:00       | Gerard Moreno 29′ | (1 – 0) Rapport              | 55′ Edinson Cavani | Gdańsk Publik: 9 412 Domare: Clément Turpin (Frankrike) | Gdańsk Publik: 9 412 Domare: Clément Turpin (Frankrike) |
| 21:00 | 21:00       | |                              | | Gdańsk Publik: 9 412 Domare: Clément Turpin (Frankrike) | Gdańsk Publik: 9 412 Domare: Clément Turpin (Frankrike) |
| 21:00 | 21:00       | Gerard Moreno Dani Raba Paco Alcácer Alberto Moreno Dani Parejo Moi Gómez Raúl Albiol Francis Coquelin Mario Gaspar Pau Torres Gerónimo Rulli | Straffsparksläggning 11 – 10 | Juan Mata Alex Telles Bruno Fernandes Marcus Rashford Edinson Cavani Fred Daniel James Luke Shaw Axel Tuanzebe Victor Nilsson Lindelöf David de Gea | Gdańsk Publik: 9 412 Domare: Clément Turpin (Frankrike) | Gdańsk Publik: 9 412 Domare: Clément Turpin (Frankrike) |